# HD 171238
HD 171238は、いて座の方角に約144光年の距離にある、9等級の主系列星である。この恒星は太陽よりも若干冷たく、軽く、若く、金属量が多い。
| 太陽 | HD 171238 |
| ---- | --------- |
| 太陽 | Exoplanet |

変光星総合カタログでは、りゅう座BY型変光星の可能性もあるとされているが、ヒッパルコス衛星の観測では、光度はほとんど変化していない。

## 惑星系
2009年8月、ラ・シヤ天文台における視線速度法による観測から、周囲を公転する惑星HD 171238 bが発見された。
| 名称 （恒星に近い順） | 質量             | 軌道長半径 （天文単位） | 公転周期 (日) | 軌道離心率          | 軌道傾斜角 | 半径 |
| --------------------- | ---------------- | ----------------------- | ------------- | ------------------- | ---------- | ---- |
| b                     | > 2.60 ± 0.15 MJ | 2.54 ± 0.06             | 1,523 +40 −45 | 0.400 +0.061 −0.065 | —          | —    |